# ThinkPad Z
ThinkPad Zシリーズ（シンクパッド ゼット-）とは、レノボのノートパソコン、ThinkPadブランドの一シリーズである。2006年に一度このシリーズは打ち切られたが、2022年1月に再び発売された。

## コンセプト・特徴
Zシリーズは、IBMのPC部門がレノボに売却されてから初めての新シリーズとなった。そのため、従来のThinkPadシリーズには無かった特徴が多く見られ、ワイド液晶ディスプレイを搭載したスタイリッシュな筐体や、上位モデルに採用されたチタンをスパッタリング加工したシルバーのトップカバーなど、その斬新さで話題となった。
その他の仕様も見直されており、マグネシウム合金製の内部補強シャーシの「ThinkPad Roll Cage」、HDDをゴムでマウントする「HDDショック・マウンテッド・ドライブ」、それまでのThinkPadのキーボードには伝統的に設定されていなかったWindowsキーなども初めて採用された。これらの特徴は当初Zシリーズのみの特徴であったが、以降は全機種に波及し、チタンシルバーのトップカバー以外は標準仕様となった。
また、2006年12月からT61/ T61pにワイド液晶ディスプレイが追加されたこともあり、Zシリーズとしての後継機は設定されずに終わり、Tシリーズに統合された形となって現在に至っている。
しかし2022年、ラスベガスで開催されたCES 2022にて13.3型のZ13と16型のZ16が発表された。

## Think Pad Z13系
一度は打ち切られていたThinkPad Zシリーズだが、2022年1月4日(現地時間)に15年ぶりに新モデルが発表された。
リサイクルされたアルミニウムやヴィーガンレザーを筐体に用いACアダプタにもリサイクル素材を、パッケージには100%リサイクル可能な竹やサトウキビ由来の素材を用いることで環境意識の高さをアピールしている。
13.3型のZ13と16型のZ16がラインナップされている。
Ryzen PRO Uシリーズプロセッサが搭載され、オプションでLenovo独占モデルRyzen 7 6860Z processor with PRO technologiesも用意される。
メモリは最大で32GB (LPDDR5)、ストレージは最大で1TB(PCIe4.0 SSD)。
液晶は1920x1200ドットの液晶または2560x1600ドットのLTPO。(タッチはオプション)
無線通信面ではWi-Fi 6E (Qualcomm FastConnect 6900)、Bluetooth 5.2、4G LTE Cat.16に対応している。
そのほか指紋センサーや音声入出力に対応している。

## ThinkPad Z6X系
t モデルは A4ワイド・モバイルモデルで、14.1インチWXGA液晶ディスプレイを搭載し、一回り大きな m、p モデルは、それぞれA4ワイド・スタンダードモデルとA4ワイド・プロフェッショナル/パフォーマンスモデルで、15.4インチのWXGA、WSXGA+、高視野角、高輝度のWXGA MaxBright の3種類の液晶ディスプレイが設定されている。

### ラインナップ
Z60t/ Z60m
2005年10月05日発表（同月末発売）。モバイル インテル 915GM Express チップセットと、Pentium M または Celeron M CPUを搭載。
Special Edition ThinkPad Z60t/ Special Edition ThinkPad Z60m
2006年01月24日発表（同月31日発売）。トリノオリンピック公式ロゴをトップカバーにあしらった記念モデル。各250台ずつの限定販売で、それぞれの価格は21万7350円/20万6850円。Zシリーズで初めて拡張版データ通信速度仕様（Enhanced Data Rate＝EDR）のBluetooth Ver. 2.0を搭載し、mモデルは ATI Mobility Radeon X300 と MaxBright ディスプレイを搭載。
Z61t/ Z61m/ Z61p
2006年10月24日発表。プラットフォームが一新され、モバイル インテル 945GM Express チップセットとIntel Coreシリーズ CPU、MIMO対応IEEE 802.11 a/b/g 無線LANを搭載。